# Галилейская тиляпия
Галилейская тиляпия (лат. Sarotherodon galilaeus) — экваториальная, тропическая и субтропическая пресноводная рыба семейства цихловых. Встречается в Северной и Центральной Африке до 15° южной широты, а также на Ближнем Востоке в системе реки Иордан и прибрежных реках Израиля. Представляет собой объект рыболовецкого промысла.

## Классификация
До второй половины XX века галилейская тиляпия включалась в большой и плохо определённый род Tilapia. В работах 1960-х и 1970-х годов из состава этого рода были выделены несколько меньших групп, одной из которых и стал род Sarotherodon (впервые описан как самостоятельный таксон в 1973 году), к которому в настоящее время причисляется галилейская тиляпия. В 1990-е годы анализ ДНК подтвердил отличия видов рода Sarotherodon как от собственно тиляпий, так и от видов более близкого рода Oreochromis, но именно вид Sarotherodon galilaeus оказался наиболее близок ко второму роду, будучи неотличим от них по ряду диагностических характеристик и в то же время отличен от видов S. occidentalis и S. caudomarginatus, по-видимому, образующих монофилетическую группу.
База данных FishBase перечисляет пять ранее выделенных подвидов галилейской тиляпии — S. g. borkuanus, S. g. boulengeri, S. g. multifasciatus, S. g. sanagaensis и номинативный подвид S. g. galilaeus.

## Внешний вид и образ жизни
Галилейская тиляпия — средняя по размерам (для цихлид) рыба. Средняя длина тела к моменту достижения половой зрелости составляет 19,1 см, минимальная — около 16 см. Максимальная зафиксированная длина тела 41 см при массе 1,6 кг. Средняя высота тела 45 % от длины (может варьироваться от 43 % до 56 %). Основной цвет тела обычно бледно-жёлтый или серовато-зелёный, у некоторых экземпляров встречаются характерные тёмные вертикальные полосы нерегулярной формы и неоднородной насыщенности в верхней части тела (до 2/3 высоты); половой диморфизм в окраске тела отсутствует, в том числе и в брачный период.
Длина головы составляет от 32,5 % до 39 % общей длины тела. Рот маленький, длина нижней челюсти составляет менее 1/3 от общей длины головы. Массивная глоточная кость (около 40 % от общей длины головы — сравнимые размеры наблюдаются лишь ещё у нескольких видов тиляпий) оснащена узкими однобугорчатыми зубами. Крупные спинной, анальный, грудные и брюшной плавники, хвостовой плавник очень слабо вырезанный.
Обитает в водоёмах с пресной и солоноватой водой, мигрирует только между такими водоёмами. В целом данный вид преобладает в водоёмах с песчаным дном и берегами, тогда как другой распространённый вид тиляпий — S. niloticus — чаще встречается в водоёмах с илистым дном. Ведёт придонный образ жизни на глубинах от 5 м, в основном в открытой воде, хотя молодь и особи в брачный период встречаются и у берега. Предпочитает температуры от 22 °C до 28 °C, но сообщалось об особях, выживавших в воде при температуре в 9 °C. Территориальный вид, иногда может образовывать стаи. Основу питания составляют водоросли и мелкий органический мусор. В брачный период образуются временные пары, после чего как самцы, так и самки вынашивают икру во рту.

## Ареал и хозяйственное значение
Галилейская тиляпия встречается преимущественно в Африке от её северного побережья до 15° южной широты. В системе Нила отмечена в озёрах дельты и озёрах Альберт и Туркана; в бассейне Конго — в среднем течении и низовьях самой реки Конго от Матади до заводи Малебо, а также в низовьях реки Касаи. В западной Африке встречается в реках Сенегал, Гамбия, Казаманс, Геба, Конкуре, Сасандра, Бандама, Комоэ, Нигер, Вольта, Таноэ, Моно, Веме, Огун, Кросс, Бенуэ, Логон, Шари, Санага, Ньонг и озёрах Босумтви и Чад. На северо-западе Африки обитает в мавританской области Адрар и реке Дра (Марокко), сахарских оазисах Борку, Эннеди и Тибести на севере Республики Чад. За пределами Африки встречается на Ближнем Востоке — в системе реки Иордан и прибрежных реках Израиля. В рукотворных озёрах Вольта (на одноимённой реке), Каинджи (на Нигере) и Насер (на Ниле) S. galilaeus стал наиболее распространённым среди тиляпий видом.
Галилейская тиляпия — популярная промысловая рыба, значение которой особенно велико в Израиле, Иордании, Египте и Гане, а также в Бенине. Лов галилейской тиляпии сетями ведётся в озере Киннерет (где в 1960-е годы вылавливалось от 150 до 200 тонн рыбы этого вида в год), озёрах дельты Нила, водохранилищах Каинджи и Вольта; в Нигерии для этой цели используются верши.
Современные рыболовы и исследователи успешно ловят галилейскую тиляпию на спининговые снасти. Это мелкие блесны, воблеры. В Израиле каждый год проводят соревнования по ловле этой рыбы спиннингом.

## В культуре
Галилейскую тиляпию часто называют «рыбой святого Петра» и предлагают в ресторанах туристам как ту рыбу, которую, согласно Евангелию от Матфея, апостол Пётр по слову Христа поймал на удочку со статиром во рту (Мф. 17:27). Однако Евангелие не говорит, какую именно рыбу поймал Пётр и поймал ли вообще, — приводится лишь предложение выловить рыбу. Отождествлениe тиляпии с пойманной на удочку «рыбой святого Петра», по мнению некоторых рыболовов, спорно, и этой рыбой скорее мог бы быть усач из рода Barbus или Capoeta. Однако Симон-Петр до апостольства был рыбаком, вполне можно предположить, что тиляпия была значительной частью его уловов; и «рыбой святого Петра» можно называть и рыбу, которую он ловил сетью (Лк. 5:1—9, Ин. 21:1—11), а не именно ту, которая упоминается в Мф. 17:27.